# Pyrenejský poloostrov
Pyrenejský poloostrov nebo též Iberský poloostrov (španělsky Península ibérica) se nachází na jihozápadě Evropy. Na severu je ohraničen Biskajským zálivem, na západě Atlantským oceánem, na východě Středozemním mořem, na jihu je od Afriky oddělen Gibraltarským průlivem, přes Pyreneje je spojen se zbytkem Evropy. S rozlohou 582 860 km² patří spolu s Balkánským a Skandinávským poloostrovem mezi tři největší evropské poloostrovy.[zdroj?] Jedná se o dosti členité území s pohořími, náhorními plošinami a nížinami. Za geografický střed ostrova je považován vrchol s poutním místem Cerro de los Ángeles, který leží několik kilometrů jižně od Madridu.[zdroj?]

## Název
Pojmenování Pyrenejský poloostrov je odvozeno od pohoří Pyreneje, které Pyrenejský poloostrov oddělují od zbytku Evropy.
Pojmenování Iberský poloostrov je běžně používáno ve španělské, portugalské i světové odborné literatuře, zatímco jméno Pyrenejský poloostrov je ve Španělsku a Portugalsku téměř neznámé. Iberský poloostrov je odvozen od pradávného etnika Iberů. Označení Iberský poloostrov je synonymem k Pyrenejskému poloostrovu.

## Země a území
Na Iberském poloostrově se nacházejí tyto země a území:
- Španělsko
- Portugalsko
- Andorra
- Gibraltar
- část Francie

## Největší města
Mezi velká městská centra patří Madrid, Barcelona, Lisabon, Valencie, Sevilla, Zaragoza, Porto, Bilbao, Málaga a Alicante.